# Crime à Black Dudley
Crime à Black Dudley (The Crime at Black Dudley) est un roman policier écrit en 1929 par l'écrivain britannique Margery Allingham. Il s'agit de son premier grand succès et aussi du premier roman où apparaît Albert Campion,
son détective le plus célèbre. 

## Présentation
George Abbershaw, jeune médecin légiste un peu insignifiant est invité par son ami Wyatt à passer un week-end dans sa propriété de famille, Black Dudley. Au début, surtout intéressé par la présence de Meggie, jeune femme dont il est secrètement amoureux, Abbershaw va rapidement s'interroger sur le comportement étrange de certains des invités. Le soir de leur arrivée, alors que les jeunes gens s'amusent à rejouer un vieux rite familial avec une dague, l'oncle par alliance de Wyatt est retrouvé mort.

## Résumé
Wyatt Petrie, jeune homme de grande famille, organise un week-end festif dans son château ancestral de Black Dudley. Sont présents : son oncle par alliance, le Colonel Coombe, vieil invalide friand de compagnie juvénile, George Abbershaw, médecin légiste un peu naïf, Meggie, jeune femme dont Abbershaw espère faire la conquête, Michael Prenderby, médecin et sa fiancée Jeanne, Martin Watt, assistant comptable, Anne Edgeware, mondaine en vue ainsi que Chris Kennedy, as du rugby à Cambridge. Mais, dès le premier soir, Abbershaw remarque des invités inattendus : Dawlish, homme à l'allure sinistre qui semble être un ami personnel du Colonel et un jeune homme à l'air idiot que personne ne connaît et qui se présente sous le nom d'Albert Campion.
Après le dîner, Wyatt raconte l'histoire d'une vieille dague familiale et les invités décident de rejouer son rite, en courant avec dans le château plongé dans l'obscurité. Abbershaw s'éloigne, peu intéressé et à son retour, il apprend que le Colonel Coombe est décédé d'une crise cardiaque. Pourtant, d'après Meggie, quelqu'un lui a dérobé la dague et la lui a rendue, couverte de sang. Déconcerté, Abbershaw signe néanmoins le permis d'incinération que lui demande le docteur Whitby, médecin personnel du défunt. Dans la nuit, le jeune homme est réveillé par une bagarre et trouve Campion en train de se faire taper dessus par un maître d'hôtel à l'air menaçant. Le combat terminé, Abbershaw ramasse un portefeuille rempli de papiers mystérieux qu'il décide de brûler. Le lendemain matin, Dawlish annonce aux invités qu'il compte les séquestrer à Black Dudley jusqu'à ce qu'il revienne en possession d'un objet égaré. Furieux, les jeunes gens font plusieurs tentatives d'évasion qui échouent. Albert Campion est enlevé par le criminel et maltraité. Parvenu à se délivrer, il donne des informations à Abbershaw sur l'affaire : Dawlish qui s'appelle en réalité Von Faber fait partie d'un groupe d'escrocs américain, Simister. C'était également le cas du Colonel Coombe mais il avait l'intention de doubler la bande en transmettant des papiers importants aux ennemis de Simister via Campion. Abbershaw réalise avec horreur qu'il a brûlé leur seule chance de survie.
Le danger augmente et les invités organisent une résistance. Entrant en possession de pistolets, ils semblent atteindre leur but. Mais Von Faber les rattrape à la porte du château et les enferment avec l'intention manifeste de les brûler vif. C'est finalement Campion qui sauve la situation : il apostrophe un petit groupe de chasseurs en promenade, parmi lesquels se trouve un vieil ami et les convainc de venir à leur rescousse. Dans sa fuite, Von Faber se tue en voiture.
L'aventure de Black Dudley est terminée mais les jeunes gens se demandent toujours qui a tué le Colonel Coombe, car ils ont appris de source sûre que le meurtrier n'était pas Von Faber. Abbershaw (qui s'est fiancé avec Meggie), Prenderby et Watt montent alors une petite enquête avec comme piste le docteur Whitby qui a échappé à la police. Ils réussissent à retrouver sa trace mais ne peuvent empêcher son évasion par avion. Entre-temps, il a juré être innocent. 
Cet épisode ne fait que confirmer les soupçons d'Abbershaw. Il se rend seul chez son ami Wyatt et lui fait avouer que c'est bien lui qui a tué son oncle. Le jeune homme explique qu'il était tombé amoureux jadis d'une jeune actrice populaire, manipulée par la société. Décidé à la venger, il avait découvert la véritable identité de son oncle, mis en place un week-end à Black Dudley et inventé une histoire de dague familiale. Abbershaw gardera ces révélations pour lui seul tandis que Wyatt est décidé à quitter le monde pour un monastère dominicain espagnol.

## Personnages
- Albert Campion : aventurier mystérieux
- George Abbershaw : jeune médecin légiste
- Meggie : invitée, fiancée d'Abbershaw
- Colonel Coombe : oncle par alliance de Wyatt, blessé de guerre
- Von Faber/Benjamin Dawlish : ami mystérieux du Colonel
- Martin Watt : invité à Black Dudley
- Michael Prenderby : médecin invité
- Wyatt Petrie : châtelain, ami d'Abbershaw
- Whitby : docteur personnel du Colonel
- Chris Kennedy : joueur de rugby invité
- Mrs Meade : vieille servante du château